# Thamnosophis stumpffi
Thamnosophis stumpffi (Boettger, 1881) è un serpente della famiglia Lamprophiidae, endemico del Madagascar.